# Melanchra badia
Melanchra badia är en fjärilsart som beskrevs av Barend J. Lempke 1940. Melanchra badia ingår i släktet Melanchra och familjen nattflyn. Inga underarter finns listade i Catalogue of Life.